# UTC+07:20
UTC+07:20 시간대는 협정 세계시보다 7시간 20분 빠른 시간대이다.

## 시간대
1933년부터 1940년까지 말레이시아와 싱가포르에서 일광절약시간의 표준시로 사용되었다. 1933년 1월 1일 자정, 싱가포르 국민들은 UTC+07:00에서 UTC+07:20로 시계를 20분 늦추었다. 현재 사용중인 시간대 UTC+07:30로 변경하기 전인 1941년 9월 1일 자정까지 사용했다.

## 같이 보기
- 말레이시아 표준시
- UTC+07:30